# Sonia Díaz Corrales
Sonia Díaz Corrales (Cabaiguán, Sancti-Spíritus, Cuba, 2 de junio de 1964) es una poetisa y narradora, una de las autoras de la poesía cubana de los años 80, nació en Cabaiguán, Cuba. Salió de su país natal hacia Costa Rica en 1998, y con posterioridad, en septiembre de 2001, se trasladó a Santa Cruz de Tenerife, Islas Canarias, donde desde entonces reside. Sobre todo se ha dedicado a escribir poesía, aunque también escribió y publicó dos novelas, en el 2010 El hombre del vitral, y en el 2013 El puente de los elefantes.

## Premios literarios
- Premio Bustarviejo de poesía, de Madrid.[9]
- Premio América Bobia, de la Ciudad de Matanzas, Cuba.[9]
- Premio Abel Santamaría, de la Universidad de Las Villas, Cuba.[9]
- Mención Casa de Las Américas, Cuba.
- Mención en el Premio David, Cuba.
- Finalista del Premio de Poesía Viaje del Parnaso (2008), España.

## Obras publicadas
- Diario del Grumete (poesía), Taller Editorial Vigía, Matanzas, Cuba (1996).[10]

- Diario del Grumete (poesía), Sed de Belleza Editores, Santa Clara, Cuba (1997).[10]

- Minotauro (poesía), La Habana, Cuba (1997).[10]

- El hombre del vitral (novela),  Editorial Idea y Editorial Aguere, Islas Canarias, España (2010).[11][12][13][14]

- Noticias del olvido (poesía), Ediciones Hoy no he visto el paraíso, Francia (2011).

- El puente de los elefantes (novela), Ediciones El Barco Ebrio (2013).

- Poemas de Sonia Díaz Corrales, Revista conexos, 10 de febrero de 2013.[15]

- Sonia Díaz Corrales: Poemas inéditos, sitio digital 'EforyAtocha' (página de literatura, arte, opinión y esparcimiento), 29 de enero de 2013.[16]

## Antologías
- Retrato de grupo, La Habana (1989).[17]
- Poesía infiel, Antología de jóvenes poetas cubanas, Editorial abril La Habana (1989).[18]
- Un grupo avanza silencioso, Universidad Autónoma de México, Ciudad de México (1990).[18]
- Poetas del Seminario, Cuadernos informativos, Instituto Cubano del Libro, La Habana (1992).[18]
- Poesía Cubana de los años 80, Ediciones La Palma, Madrid (1993).[18]
- Poesía cubana: la isla entera, Editorial Betania, Colección Antologías (1995).[19]
- Antología de décimas, Centro de la Cultura Popular Canaria/Ayuntamiento de la Victoria de Acentejo/Caja Canarias, Islas Canarias (2000).
- Todo el amor en décimas, Editorial Benchomo, Islas Canarias (2000).[18]
- Mujer adentro, Colección Mariposa, Editorial Oriente, Santiago de Cuba (2000).[18]
- Puntos Cardinales. Antología de Poetas Cabaiguanenses. Parte I, Puente Colgante, Ediciones Ideas (2000).[18]
- Como el fuego que está siempre, Editorial Consejo de Iglesias de Cuba, La Habana, Cuba (2009).[18]
- Paisajes interiores, Centro de Estudios de la Cultura Mixteca, México (2010).[18]
- Antología de la poesía cubana del exilio, Aduana Vieja, Valencia, España (2011).[18]
- Bojeo a la isla infinita, Editorial Betania y Editorial Voces de hoy (2013).

## Publicaciones digitales
Poemas, entrevistas, y parte de su obra narrativa, ha sido recogida en medios digitales, según se indica:
- El exegeta, artículo:

1. Sonia Díaz Corrales: una mujer de isla en isla (Alberto Lauro, 2011).

- La costurera Malasaña:

1. Las grandes cosas de la perfecta imperfección (Margarita García Alonso, 2010).

- El Herald, artículo a propósito de la publicación de la Antología Bojeo a la isla infinita:

1. Bojeo de la isla infinita, mapa de mensajes entrecruzados (Elena Iglesias, 2013).

- La Primera Palabra, entrevista:

1. Del otro lado del mundo (Joaquín Badajoz, 2011).

- Efory Atocha, poemas:

1. Perspectiva amplia.
2. Suposiciones acerca de la garza.
3. Caballos hacia la intrascendencia.

- Diario de Cuba, entrevista:

1. Podría mejorarse el sentido que le damos al bien (Ihos Hernández, 2012).

- Revista Conexos, poemas:

1. Retahíla para una explicación de cómo desvestirse.
2. La camarera si existe o infringiendo el protocolo.
3. Discurso sobre la pared.
4. Retrato de la florista.
5. El rey pide las manzanas de las Hespérides.

- Claustrofobias (enlace roto disponible en Internet Archive; véase el historial, la primera versión y la última)., poemas:

1. Normal.
2. Preludio para las partes del abrazo.
3. Llenos y vacíos.
4. Seis horas de diferencia.

- Proyecto Zu, poema:

1. Descripción del vencido.